# Сеад Хасанефендић
Сеад Хасанефендић (Нови Сад, 1. август 1948) јесте југословенски и хрватски рукометни тренер бошњачког порекла.

## Играчка каријера
Хасанефендић се прво двоумио између фудбала и рукомета. Са 18 година његови родитељи су из Новог Сада отишли у Загреб, где је поново играо рукомет. 1969. открио је Француску и вратио се тамо научи језик.

## Тренерска каријера

### 1970-е
Након служења војног рока 1977. године, Хасанефендић је тренерску каријеру започео у Жељезничару Сарајево са којим је 1978. године постао првак Југославије. 1979. године тренирао је јуниорску репрезентацију Југославије која је постала јуниорски вицепрвак света. Исте године је преузео РК Металопластику са којом је освојио Куп Југославије.

### 1980-е
1980. године, Рукометни савез Швајцарске га је замолио да предводи репрезентацију Швајцарске са мисијом да је врати на Светско првенство. Тако је учествовао на Светском првенству у рукомету за мушкарце 1982. (12. место), затим на Олимпијским играма 1984. и на крају на Светском првенству у рукомету за мушкарце 1986. Уколико се Швајцарска пласира у главну фазу, завршава на последњем месту и не може боље од скромног једанаестог места: Хасанефендић неће бити продужен на челу швајцарске репрезентације. У међувремену, 1982. године, такође је успешно асистирао у утакмицама Европског купа и успешно је водио тим до финала клупског купа шампиона након што је елиминисао Атлетико Мадрид и ТВ Гросвалштат.
Године 1987. постао је кантонални тренер града Женеве. Паралелно, навијао је за различите клубове, као што су ТуС Хофвеиер, затим РК Кретеј. Тако, две сезоне тренира викендом, док Тјери Анти управља тренинзима радним данима и постиже најбоље резултате у историји клуба: вицешампион 1988, затим шампион Француске 1989 и финалиста Купа Европа освајача купова 1989. Слично, на Венисеук ХБ између 1989. и 1992. освојио је једине 3 титуле тима, Д1 шампионат Француске 1992. и Куп Француске 1991. и 1992. године.

### 1990-е
Као и многи француски играчи, придружио се Рукометној Бундеслиги (Немачко првенство) 1993. године где је 1994. постао вицешампион са СГ Хамелном, најбољим резултатом клуба.
1996. године, након нестанка ОМ Витролеса са којим је управо освојио своје 4. првенство Француске, придружио се РК Иври са којим је стигао до полуфинала ЕХФ Купа победника купова, а затим освојио ЛНХ Дивизију 1 (првенство Француске) са играчима као што су Стефан Жулен, Васили Коудинов, Раул Пранди или Ерик Амалу. Иври је уложио велике финансијске напоре да постигне ове резултате, посебно у циљу постизања добре каријере у Лиги шампиона. Али прелиминарна рунда против Израелаца из Хапоел Ришон ЛеЦион претвара се у фијаско (порази 27-22 у Тел Авиву и 21-22 у Иврију) и клуб је елиминисан пре него што је заиста почео такмичење. Неколико недеља касније Хасанефендић је напустио клуб.

### 2000-е
Касније је био тренер РК Цеље, РК Гранолерс и коначно РК Гумерсбах између 2002. и 2004. године. Истовремено је био и тренер босанске репрезентације.
Затим је 2004. године по први пут постао тренер репрезентације Туниса са циљем да се Светско првенство у рукомету за мушкарце 2005. организује код куће. Селекција је у групној фази завршила без пораза и тако се пласирала у полуфинале где је изгубила од Шпаније, будућег светског шампиона. Поражен од Француске у мечу за бронзану медаљу, Тунис је завршио на 4. месту, што је био најбољи резултат неевропске нације у то време. Потом је остао на челу селекције са којом је освојио првенство Африке за мушкарце 2006. године. Међутим, ова два добра резултата нису потврђена: Тунис је завршио 11. на Светском првенству у рукомету за мушкарце 2007. године, није успео да се квалификује за Олимпијске игре у Пекингу 2008. и изгубио је у финалу Афричког мушког првенства у рукомету 2008. од Египта након што је водио са 4 гола на полувремену. У јулу 2008. објавио је да одлази из Туниса у немачки клуб РК Гумерсбах, који је већ тренирао између 2002. и 2004. У три сезоне освојио је три европска купа: ЕХФ куп 2009. и два Купа 2010. и 2011...

### 2010-е
7. јула 2013. вратио се на чело репрезентације Туниса у наредне 3 сезоне. Међутим, на афричком првенству у рукомету за мушкарце 2014. Тунис је изгубио титулу од земље домаћина, Алжира, а да није довео у питање свој мандат шефа тима Туниса.
Рукометни савез Алжира је 2017. године објавио да ће Хасанефендић преузети вођство репрезентације Алжира за Првенство афричких нација 2018, али договор између две стране није коначно постигнут. Године 2018. постављен је за тренера немачког клуба РК Ајзенах, бившег клуба немачког шампионата који је испао у 3. лигу.

## Почасти

### Државне екипе
- Прва мушка савезна лига Југославије у рукомету
  - 1978-победник
- Прва лига Француске у рукомету
  - Победници: 1989, 1992, 1996, 1997
  - Другопласирани: 1988, 1990, 1991
- Бундеслига Немачке у рукомету
  - Другопласирани: 1994
- Прва лига Словеније у рукомету
  - Победник: 1999, 2000
- Куп Словеније у рукомету
  - Победник: 1999, 2000

### Међународни клубови
- Европски куп победника купова у рукомету
  - Победник: 2010, 2011
  - Финалиста: 1989
  - Полуфинале: 1997
- ЕХФ лига Европе
  - Победник: 2009
- ЕХФ лига шампиона у рукомету
  - Финалиста: 1982

### Репрезентације
- Светски шампионат у рукомету за мушкарце
  - Полуфинале: 2005
- Афрички шампионат у рукомету за мушкарце
  - Победник: 2006
  - Вицешампион: 2008, 2014

### Индивидуално
- Рукометни тренер године у Немачкој: 2010

## Занимљивости
Његов даљи рођак је други најпознатији члан групе Парни ваљак, Хусеин.